# Rekordy Polski w łyżwiarstwie szybkim
Rekordy Polski w łyżwiarstwie szybkim – zestawienie rekordów Polski w łyżwiarstwie szybkim.

## Seniorki i seniorzy
| Konkurencja          | Zawodniczka                                                 | Wynik       | Data i miejsce                          |
| Dystanse             | Dystanse                                                    | Dystanse    | Dystanse                                |
| -------------------- | ----------------------------------------------------------- | ----------- | --------------------------------------- |
| 500 metrów           | Andżelika Wójcik                                            | 36,775      | 4 grudnia 2021(dts) Salt Lake City      |
| 1000 metrów          | Andżelika Wójcik                                            | 1:14,091    | 4 grudnia 2021(dts) Salt Lake City      |
| 1500 metrów          | Natalia Czerwonka                                           | 1:53,56     | 16 lutego 2020(dts) Salt Lake City      |
| 3000 metrów          | Katarzyna Bachleda-Curuś                                    | 4:02,12     | 15 listopada 2013(dts) Salt Lake City   |
| 5000 metrów          | Magdalena Czyszczoń                                         | 7:05,50     | 16 grudnia 2022(dts) Calgary            |
| 10 000 metrów        | Magdalena Czyszczoń                                         | 15:42,20    | 27 lutego 2021(dts) Tomaszów Mazowiecki |
| Sprint drużynowy     | Kaja Ziomek Andżelika Wójcik Natalia Czerwonka              | 1:25,378    | 13 lutego 2020(dts) Salt Lake City      |
| Bieg drużynowy       | Katarzyna Bachleda-Curuś Luiza Złotkowska Natalia Czerwonka | 2:58,01     | 17 listopada 2013(dts) Salt Lake City   |
| Wieloboje            |                                                             |             |                                         |
| Wielobój duży        | Natalia Czerwonka                                           | 164,128 pkt | 5 marca 2017(dts) Hamar                 |
| Wielobój mały        | Zofia Braun                                                 | 161,499 pkt | 22 marca 2025(dts) Calgary              |
| Wielobój sprinterski | Kaja Ziomek-Nogal                                           | 152,250 pkt | 11 stycznia 2025(dts) Heerenveen        |

| Konkurencja          | Zawodnik                                          | Wynik       | Data i miejsce                          |
| Dystanse             | Dystanse                                          | Dystanse    | Dystanse                                |
| -------------------- | ------------------------------------------------- | ----------- | --------------------------------------- |
| 500 metrów           | Damian Żurek                                      | 34,076      | 26 stycznia 2025(dts) Calgary           |
| 1000 metrów          | Piotr Michalski                                   | 1:07,135    | 12 grudnia 2021(dts) Calgary            |
| 1500 metrów          | Zbigniew Bródka                                   | 1:42,89     | 15 listopada 2013(dts) Salt Lake City   |
| 3000 metrów          | Jan Szymański                                     | 3:39,79     | 7 listopada 2015(dts) Calgary           |
| 5000 metrów          | Szymon Palka                                      | 6:16,16     | 31 stycznia 2025(dts) Milwaukee         |
| 10 000 metrów        | Paweł Zygmunt                                     | 13:19,73    | 4 grudnia 2005(dts) Heerenveen          |
| Bieg godzinny        | Norbert Piekielny                                 | 37 km 239 m | 28 lutego 2021(dts) Tomaszów Mazowiecki |
| Sprint drużynowy     | Marek Kania Piotr Michalski Damian Żurek          | 1:17,37     | 15 lutego 2024(dts) Calgary             |
| Bieg drużynowy       | Zbigniew Bródka Konrad Niedźwiedzki Jan Szymański | 3:41,16     | 9 grudnia 2017(dts) Salt Lake City      |
| Wieloboje            |                                                   |             |                                         |
| Wielobój duży        | Konrad Niedźwiedzki                               | 150,672 pkt | 8 marca 2015(dts) Calgary               |
| Wielobój mały        | Mateusz Śliwka                                    | 149,184 pkt | 22 marca 2025(dts) Calgary              |
| Wielobój sprinterski | Damian Żurek                                      | 138,190 pkt | 11 stycznia 2025(dts) Heerenveen        |

## Juniorki i juniorzy
| Konkurencja          | Zawodniczka                                      | Wynik       | Data i miejsce                             |
| Dystanse             | Dystanse                                         | Dystanse    | Dystanse                                   |
| -------------------- | ------------------------------------------------ | ----------- | ------------------------------------------ |
| 500 metrów           | Karolina Bosiek                                  | 38,74       | 8 marca 2019(dts) Calgary                  |
| 1000 metrów          | Karolina Bosiek                                  | 1:16,40     | 26 stycznia 2019(dts) Inzell               |
| 1500 metrów          | Karolina Bosiek                                  | 1:57,59     | 10 marca 2019(dts) Calgary                 |
| 3000 metrów          | Karolina Bosiek                                  | 4:03,45     | 1 grudnia 2017(dts) Calgary                |
| 5000 metrów          | Karolina Bosiek                                  | 7:20,01     | 19 listopada 2017(dts) Stavanger           |
| 10 000 metrów        | Karolina Gąsecka                                 | 16:27,45    | 11 listopada 2018(dts) Tomaszów Mazowiecki |
| Sprint drużynowy     | Natalia Jabrzyk Karolina Gąsecka Karolina Bosiek | 1:29,46     | 10 marca 2018(dts) Salt Lake City          |
| Bieg drużynowy       | Natalia Jabrzyk Karolina Gąsecka Karolina Bosiek | 3:08,08     | 11 marca 2018(dts) Salt Lake City          |
| Wieloboje            |                                                  |             |                                            |
| Wielobój duży        | Karolina Bosiek                                  | 168,053 pkt | 17 marca 2019(dts) Tomaszów Mazowiecki     |
| Wielobój mały        | Zofia Braun                                      | 161,499 pkt | 22 marca 2025(dts) Calgary                 |
| Wielobój sprinterski | Karolina Bosiek                                  | 158,310 pkt | 23 grudnia 2018(dts) Tomaszów Mazowiecki   |

| Konkurencja          | Zawodnik                                         | Wynik       | Data i miejsce                           |
| Dystanse             | Dystanse                                         | Dystanse    | Dystanse                                 |
| -------------------- | ------------------------------------------------ | ----------- | ---------------------------------------- |
| 500 metrów           | Artur Nogal                                      | 35,17       | 21 marca 2010(dts) Calgary               |
| 1000 metrów          | Mateusz Śliwka                                   | 1:09,30     | 22 marca 2025(dts) Calgary               |
| 1500 metrów          | Mateusz Śliwka                                   | 1:46,15     | 21 marca 2025(dts) Calgary               |
| 3000 metrów          | Mateusz Śliwka                                   | 3:45,87     | 20 marca 2025(dts) Calgary               |
| 5000 metrów          | Mateusz Śliwka                                   | 6:40,16     | 22 marca 2025(dts) Calgary               |
| 10 000 metrów        | Mateusz Śliwka                                   | 14:01,36    | 22 grudnia 2024(dts) Tomaszów Mazowiecki |
| Sprint drużynowy     | Mikołaj Bielas Szymon Hostyński Mateusz Śliwka   | 1:22,38     | 1 lutego 2025(dts) Collalbo              |
| Bieg drużynowy       | Szymon Kwapisz Mateusz Śliwka Szymon Wojtakowski | 3:56,68     | 11 lutego 2024(dts) Hachinohe            |
| Wieloboje            |                                                  |             |                                          |
| Wielobój duży        | Mateusz Śliwka                                   | 157,037 pkt | 22 grudnia 2024(dts) Tomaszów Mazowiecki |
| Wielobój mały        | Mateusz Śliwka                                   | 149,184 pkt | 22 marca 2025(dts) Calgary               |
| Wielobój sprinterski | Artur Nogal                                      | 140,690 pkt | 21 marca 2010(dts) Calgary               |

## Młodziczki i młodzicy
| Konkurencja                                  | Zawodniczka        | Wynik       | Data i miejsce                   |
| Dystanse                                     | Dystanse           | Dystanse    | Dystanse                         |
| -------------------------------------------- | ------------------ | ----------- | -------------------------------- |
| 500 metrów                                   | Wiktoria Dąbrowska | 39,14       | 5 marca 2022(dts) Heerenveen     |
| 1000 metrów                                  | Wiktoria Dąbrowska | 1:18,21     | 4 marca 2022(dts) Heerenveen     |
| 1500 metrów                                  | Wiktoria Dąbrowska | 2:04,22     | 5 marca 2022(dts) Heerenveen     |
| 3000 metrów                                  | Karolina Bosiek    | 4:22,23     | 20 marca 2015(dts) Calgary       |
| 5000 metrów                                  | Karolina Gąsecka   | 7:40,81     | 21 marca 2015(dts) Calgary       |
| Wieloboje                                    |                    |             |                                  |
| Wielobój mały (500, 1500, 1000, 3000 m)      | Karolina Gąsecka   | 169,677 pkt | 31 stycznia 2015(dts) Heerenveen |
| Wielobój młodziczek (500, 1000, 500, 1500 m) | Hanna Mazur        | 161,088 pkt | 11 marca 2023(dts) Heerenveen    |
| Wielobój sprinterski                         | Julita Krawiec     | 166,410 pkt | 11 marca 2023(dts) Heerenveen    |

| Konkurencja                                 | Zawodnik           | Wynik       | Data i miejsce                           |
| Dystanse                                    | Dystanse           | Dystanse    | Dystanse                                 |
| ------------------------------------------- | ------------------ | ----------- | ---------------------------------------- |
| 500 metrów                                  | Szymon Wojtakowski | 37,01       | 29 lutego 2020(dts) Heerenveen           |
| 1000 metrów                                 | Damian Żurek       | 1:14,07     | 21 marca 2015(dts) Calgary               |
| 1500 metrów                                 | Szymon Wojtakowski | 1:47,85     | 29 lutego 2020(dts) Heerenveen           |
| 3000 metrów                                 | Mateusz Śliwka     | 4:04,47     | 20 lutego 2021(dts) Tomaszów Mazowiecki  |
| 5000 metrów                                 | Artur Iwaniszyn    | 7:10,19     | 14 marca 2012(dts) Calgary               |
| Wieloboje                                   |                    |             |                                          |
| Wielobój mały (500, 1500, 1000, 3000 m)     | Kiryl Pishchala    | 157,640 pkt | 16 lutego 2025(dts) Tomaszów Mazowiecki  |
| Wielobój młodzików (500, 1000, 500, 1000 m) | Kacper Polny       | 155,140 pkt | 9 marca 2024(dts) Heerenveen             |
| Wielobój sprinterski                        | Szymon Wojtakowski | 149,695 pkt | 30 grudnia 2019(dts) Tomaszów Mazowiecki |